# ミセバヤ
ミセバヤ(見せばや) Hylotelephium sieboldii  はベンケイソウ科ムラサキベンケイソウ属(セダム属に分類されることもある)に分類される多肉性の宿根草。古典園芸植物の一つであり、玉緒(たまのを)とも呼ばれる。
和名は「見せたい」という意味の古語が変形したもので、高野山の法師が詠んだ和歌にちなんでいるといわれている。

花言葉「つつましさ」「大切なあなた」

## 分布
古くから園芸用に栽培されているものが日本全国各地に見られ、それらが逸出し群馬県などで野生化している。栽培逸出でないと考えられているのは、香川県小豆島の寒霞渓のみであったが、近年奈良県内で別の自生地が発見された。変種まで含めると、エッチュウミセバヤが富山県の河川上流の山岳地帯に見られる。
命名が高野山に由来していることなどから、古くはもっと広い地域に分布していたと考えられる。日本国外では、中国湖北省に変種と考えられる株の自生が確認されている。その他同属の近縁種が東アジアの山岳の岩塊地帯に多く見られる。

## 形態
根茎から斜め上、または下垂する茎を有する。茎の長さはふつう20cmだが、栽培下では30cmを越える。茎には間隔をおいて3枚の葉が輪生する。各葉の長さは1-1.5cmで葉柄がなく、葉先は円形だが基部は若干細まり、数個の低い円形鋸歯を有する。色は白みがかった緑だが、葉縁は濃赤色になる。なお晩秋から冬にかけては全体が紅葉し、葉縁と同じ色になる。
花期は10月-11月で、花茎の先端に散房花序をなしそこに密生して開花する。色は淡紅色で花径は約1cm、花弁は5枚で長さ4mmほど。裂開前の葯は濃赤紫色でよく目立つ。雌しべは花弁よりも色が濃く目立ち、基部は急に細まり柄状になる。

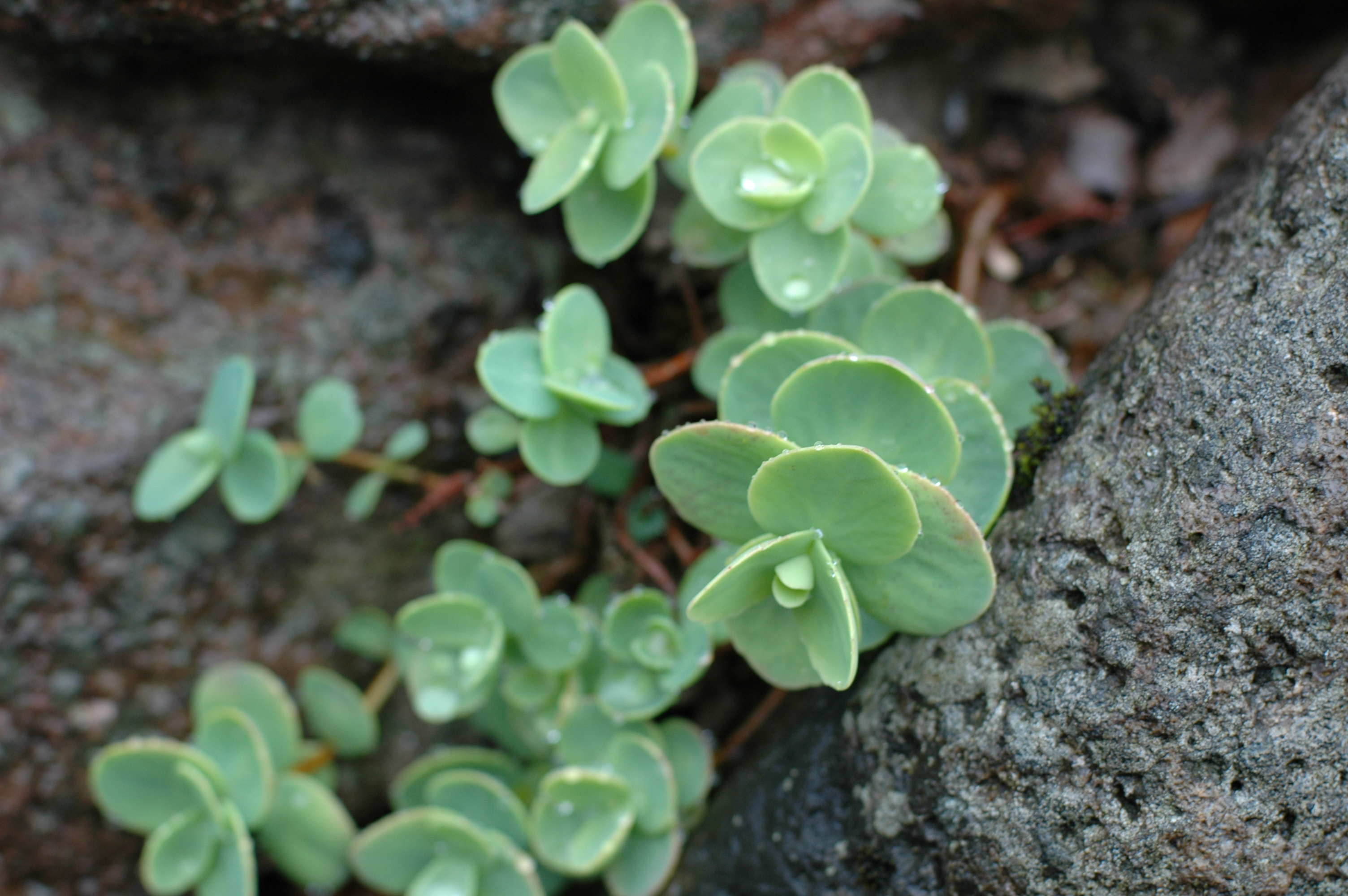
アルタイミセバヤ

## 変種
エッチュウミセバヤ　H. sieboldii (Sweet ex Hook.) H. Ohba var. ettyuense (Tomida) H. Ohba
花序の付き方が半球形であり、葉が卵形になる点がミセバヤと異なる。

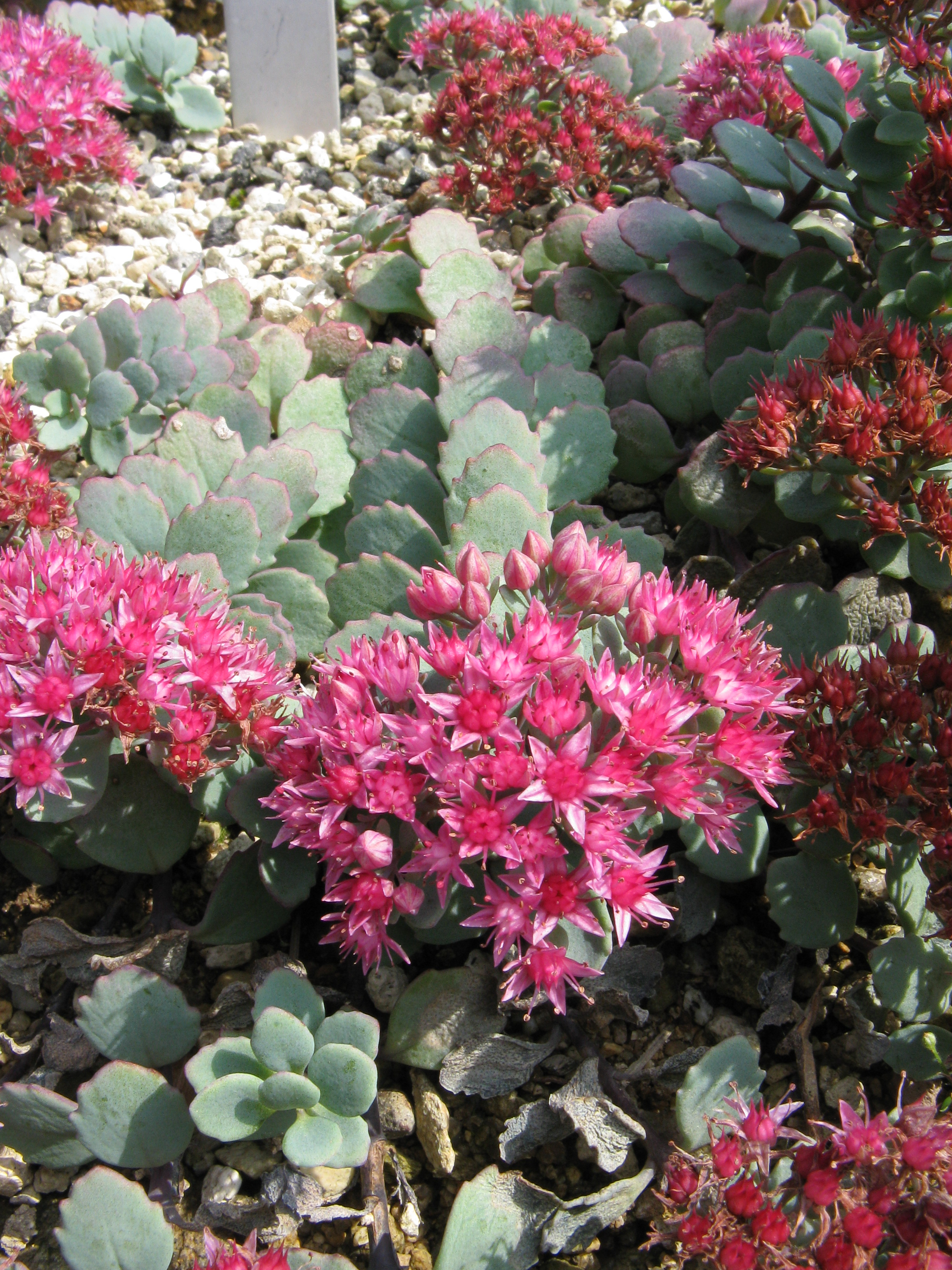
ヒダカミセバヤ
六甲山高山植物園

## 近縁種
アルタイミセバヤ H. ewersii (Ledeb.) H. Ohba
アポイミセバヤ H. cauticolum f. montanum
エゾミセバヤ H. pluricaule (Maxim.) H. Ohba
ツガルミセバヤ H. tsugaruense (Hara) H. Ohba
ヒダカミセバヤ H. cauticolum (Praeger) H. Ohba
アルタイミセバヤのみ海外産種で、それ以外は日本産種である。これらも園芸種として栽培されており、特にヒダカミセバヤは本種より矮小で場所を取らないため本種より人気がある。

## 保護上の位置づけ
絶滅危惧IB類 (EN)（環境省レッドリスト）
上記にあるように、現在自生地とされているのは香川県小豆島の寒霞渓と奈良県内のみである。しかしどちらの自生地でも個体数は少なく、また栽培逸出の可能性も完全に否定できていない。
変種のエッチュウミセバヤも位置づけは同じ。

## 生態
野外では日当たりの良い岩の露出した場所に生え、栽培下から逸出した個体は人家の石垣などにも取り付く。栽培下では庭園に植栽したりもするが、主に鉢植えにする。宿根草であり、春に根茎から発芽、または休眠芽が伸びるなどして春から夏にかけて花茎を伸ばし、10月-11月に開花する。その後紅葉して晩秋には地上部が枯れ、地下の根茎と休眠芽で越冬する。

## 人間との関係
見ごたえのある葉を有し、花も美しいので、日本では古くから観賞用に栽培されてきた。しかし最盛期は江戸時代までで、明治になるとカランコエなど他のベンケイソウ科植物が海外から導入されたので、その後の栽培は下火になっている。
日本国外へはシーボルトによってその存在が伝えられた。学名の種小名はシーボルトへの献名となっている。

### 栽培
古くから栽培されているため、栽培は比較的容易である。
鉢植えにする場合はサボテン用の用土を用いる。鉢は日当たりのよい場所に置き、水もサボテンに潅水するのと同様に少なめにする。日陰においたり、水をやり過ぎると根腐れをおこす。施肥も三ヶ月に一度、固形肥料を置く程度で十分である。蒸し暑い環境を嫌うので、夏場は風通しのよい場所におく。
病虫害には強いが、稀にメイガが発生することがあり注意を要する。他のベンケイソウ科植物と同様に、挿し木や株分けで容易に増殖ができる。挿し木をする時期は夏の前がよい。耐寒性は強いのだが、冬の休眠芽には落ち葉を被せる程度の配慮が必要である。